# Valle de Beit She'an
El valle de Beit She'an (en hebreo: בקעת בית שאן‎ o en hebreo: עמק בית שאן‎) es un valle en Israel.
El valle se encuentra dentro del rift de Beit She'an, parte del rift del valle del Jordan, que se abre hacia el oeste hasta el valle de Harod. Es una parte media del Valle del Jordán, y está delimitado por la cadena montañosa del monte Gilboa desde el suroeste, ellrío Jordán desde el este, el Nahal Tavor desde el norte, la parte inferior del Nahal Malcha, donde desemboca en el río Jordán, desde el sur. Lleva el nombre de la antigua ciudad de Beit She'an.
El valle es abundante en manantiales. Por esta razón, para atraer turismo, el Consejo Regional del Valle de Beit She'an fue renombrado como Consejo Regional Emek HaMaayanot ("Valle del Consejo Regional de los Manantiales)")
Incluye el parque nacional de Beit She'an en el sector norte de Beit She'an.

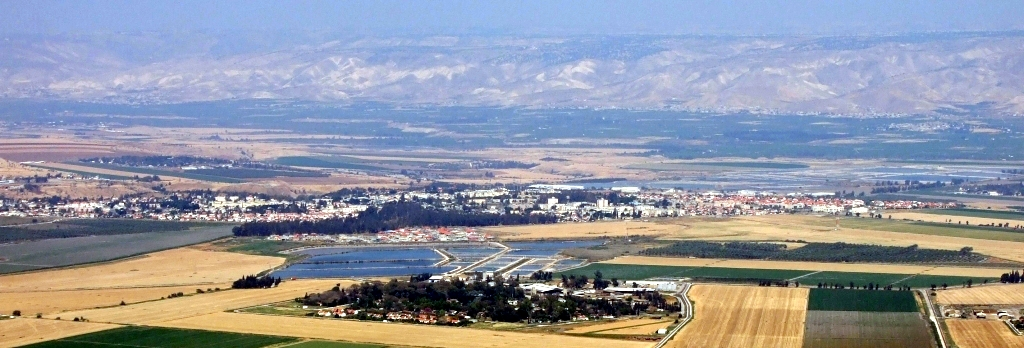
Panorama de Beit She'an y sus alrededores